# یاسو ناگاتومو
یاسو ناگاتومو (انگلیسی: Yasuo Nagatomo؛ زادهٔ ۱۲ دسامبر ۱۹۵۱) کشتی‌گیر اهل ژاپن بود.